# Santa Terezinha do Tocantins
Santa Terezinha do Tocantins este un oraș în Tocantins (TO), Brazilia.